# بابلو دريفوس
بابلو دريفوس (بالإسبانية: Pablo Dreyfus)‏ هو كاتب أرجنتيني، ولد في 1969 في بوينس آيرس في الأرجنتين، وتوفي في 1 يونيو 2009 بسبب حوادث الطيران والخطوط الجوية الفرنسية رحلة 447.